# Тетрагидрофуран
Тетрагидрофуран (тетраметилена оксид, фуранидин, оксолан, 1-оксациклопентан) — органическое химическое вещество, циклический простой эфир. Бесцветная легколетучая жидкость с характерным «эфирным» запахом. Важный апротонный растворитель. Широко применяется в органическом синтезе. Химическая формула: C4H8O.

## Методы получения
Тетрагидрофуран производится промышленностью в количестве порядка десятков тысяч тонн в год несколькими способами. В наиболее распространённом методе используется катализируемая кислотой дегидратация 1,4-бутандиола. В другом методе производства проводят окисление n-бутана до малеинового ангидрида, который в дальнейшем подвергается каталитическому гидрогенированию. Третий промышленный способ заключается в гидроформилировании аллилового спирта с последующим восстановлением до бутандиола.
Тетрагидрофуран также может быть синтезирован каталитическим гидрированием фурана, полученного из пентозы. Поскольку в этом методе используется возобновляемый ресурс (растительное сырье), этот метод находит всё более широкое применение.

## Безопасность
Тетрагидрофуран проявляет общетоксическое действие, относится к 4-му классу опасности. В высоких концентрациях в воздушной среде тетрагидрофуран раздражает слизистые оболочки глаз, поражает органы дыхания в результате многократного воздействия при вдыхании аэрозоля и паров.
Рекомендуемая ПДК в воздухе рабочей зоны составляет 100 мг/м³, LD50 на мышах — 5670 мг/кг.

## Применение
Используют как растворитель, например для поливинилхлорида, в лабораторной практике — вместо этилового эфира при получении магнийорганических соединений (в частности, винилмагнийбромида). Продукты гомо- и сополимеризации тетрагидрофурана — сырьё для получения уретановых каучуков. Из ТГФ синтезируют гамма-бутиролактон (по этой причине ТГФ включён в Таблицу III списка IV прекурсоров). Кроме того, используется как противокристаллизационная присадка к авиационным и ракетным топливам.

## Лабораторные методы очистки
При использовании тетрагидрофурана в качестве растворителя после продолжительного хранения может возникнуть необходимость в очистке поставляемого продукта для получения особо чистого растворителя. Прежде всего следует проверять ТГФ на присутствие в нём пероксидов, представляющих особую опасность при перегонке, и избавиться от них. От следов пероксидных соединений избавляются при помощи получасового кипячения 0,5 % суспензии Cu2Cl2 в тетрагидрофуране и последующей перегонки растворителя. После этого тетрагидрофуран сушат над гранулами KOH, за этим следует кипячение с обратным холодильником и последующая перегонка над LiAlH4 или CaH2. Это позволяет получить очень сухой растворитель.